# Horváth Róbert (fizikus)
Horváth Róbert (Gyöngyös, 1974) Lendület ösztöndíjas fizikus.

## Tanulmányai
Doktori fokozatát 2002-ben szerezte az ELTE-n.

## Szakmai tevékenysége
Fő tevékenységét a bioszenzorika és bio-nanotechnológia, biofizika, integrált optika területein végzi. 2008-tól az MTA Energiatudományi Kutatóközpont Műszaki Fizikai és Anyagtudományi Intézetében dolgozik, beosztása tudományos főmunkatárs.
2012-ben a Lendület program keretében kutatócsoportot alapított Nanobioszenzorika Lendület kutatócsoport néven.

## Díjai, elismerései
- Lendület ösztöndíj (2012)[5]

## További információ
- Köztestületi tagok | MTA. mta.hu. (Hozzáférés: 2018. december 5.)